# Hipposideros pomona
Hipposideros pomona је сисар из реда слепих мишева.

## Угроженост
Ова врста није угрожена, и наведена је као последња брига јер има широко распрострањење.

## Распрострањење
Ареал врсте покрива средњи број држава. 
Врста има станиште у Кини, Индији, Тајланду, Лаосу, Бурми, Вијетнаму, Малезији, Бангладешу, Камбоџи и Непалу.